# روبرت اشتودر
روبرت اشتودر (آلمانی: Robert Studer؛ زادهٔ ۱۷ فوریهٔ ۱۹۱۲ - درگذشته نامشخص) بازیکن هندبال اهل سوئیس بود.